# Plan de modernisation de l'assainissement parisien
Le plan de modernisation de l’assainissement parisien a consisté à améliorer le fonctionnement du réseau des égouts de Paris, par un programme de travaux qui ont débuté en 1990, conduits par la Mairie de Paris et le Syndicat interdépartemental pour l’assainissement de l’agglomération parisienne (SIAAP). L’objectif était principalement environnemental, à savoir réduire à zéro les déversements polluant dans la Seine. C’est à l’occasion de l’adoption de ce plan, que le Maire de Paris, Jacques Chirac, avait promis en 1990 qu’il se baignerait dans la Seine dans les 3 ans,,.

## Contexte
Dans les années 1990, le réseau d’assainissement de Paris, hérité de la période Haussmannienne, souffrait encore de nombreux déversements d’eau usée de temps sec, c’est-à-dire que dans certains quartiers, les égouts se rejetaient directement dans la Seine sans traitement. De plus, là où le réseau était efficient par temps sec (sans rejet vers la Seine), il était équipé de déversoirs d’orage, qui permettent d’éviter le débordement des égouts par temps de pluie. La fréquence de ces déversements d’eau unitaire était estimée supérieure à une fois par mois.

## Description
Dans les grandes lignes, le plan consistait à améliorer le fonctionnement hydraulique du réseau, par des investissements dans des équipements hydrauliques et des dispositifs de suivi en temps réel des flux. L’objectif était de réduire à zéro les flux polluants vers la Seine. Les mesures mises en œuvre dans le cadre du plan sont principalement :
- La conversion du réseau structurant (c’est-à-dire les grands ouvrages situés à l’aval) en réseau régulé. Un système de vannes et de stations de pompage, permet de stocker les effluents par temps de pluie et d'éviter le déversement vers la Seine.
- Un service de supervision 24 heures sur 24 du fonctionnement de ce réseau régulé, muni du dispositif d'automatisation GAASPAR (Gestion automatisée de l’assainissement parisien).
- L’équipement de certains déversoirs d’orage de vannes télécommandées avant sortie sur la Seine, afin de stocker les eaux unitaires de temps de pluie dans le volume du déversoir, pour retarder le plus possible le rejet.
- Un maillage du réseau structurant permettant de solliciter, par temps de pluie, des parties du réseau qui seraient moins chargées, afin de soulager des parties du réseau saturées.
- Une série de stockages avals permettant de réguler les eaux unitaires de temps de pluie, dont seulement deux ont été construits, le stockage Proudhon et le Tunnel Ivry Masséna (TIMA).

## Résultats
Les travaux se sont étalés de 1990 à 2010 et ont eu pour conséquence la fin des rejets de temps sec à Paris. Pour ce qui est des rejets de temps de pluie, on a constaté dès 2005 que les volumes rejetés ont été divisés par deux, ce qui a conduit à une nette diminution de la pollution de la Seine, bien que ce soit insuffisant pour envisager la baignade. Mais sur cette dernière problématique, c’est à la suite du constat que la performance n’était pas améliorable par des dispositifs hydrauliques supplémentaires comme les stockages avals, qu’a été amorcée en 2005 une réflexion qui conduira à l’adoption par la Mairie du Zonage pluvial de Paris[style à revoir],.